# Omanjska (Republika Serbska)
Omanjska (cyr. Омањска) – wieś w Bośni i Hercegowinie, w Republice Serbskiej, w mieście Doboj. W 2013 roku liczyła 6 mieszkańców.